# Gaspar Schott
Gaspar Schott (ur. 5 lutego 1608 w Bad Königshofen im Grabfeld, zm. 22 maja 1666 w Augsburgu lub w Würzburgu, właściwie Kaspar Schott) – niemiecki fizyk, matematyk, filozof przyrody i jezuita.

## Życiorys
Niewiele wiadomo na temat jego pochodzenia i wczesnego życia. Jeśli chodzi o szkoły przed uniwersytetem to wydaje się, że został poddany standardowej edukacji jezuickiej, obejmującej podstawowe informacje z zakresu nauk ścisłych i humanistycznych. W 1627 roku wstąpił do zakonu jezuitów i został wysłany na studia filozoficzne do Würzburga. Podczas pobierania nauk poznał innego jezuitę Athanasiusa Kirchera z którym później współpracował. Schott miał również duży udział w upowszechnianiu wyników badań Kirchera oraz popularyzowania wymyślonych przez niego konstrukcji. W tym czasie w Cesarstwie Niemieckim trwała Wojna trzydziestoletnia i z uwagi na zagrożenie ze strony szwedzkich wojsk jezuici opuścili Würzburg. Schott udał się do Palermo, gdzie dokończył studia filozoficzne i zaczął studiować teologię i matematykę w miejscowym kolegium. Po zakończeniu studiów pozostał na Sycylii. Zajmował się przede wszystkim nauczaniem w kolegium jezuickim w Palermo, ale przez dwa lata przebywał w Trapani.
W 1638 roku, Schott ponownie spotkał Kirchera, który podróżował wówczas przez Sycylię do Rzymu. Schott towarzyszył Athanasiusowi w drodze do Syrakuz, gdzie wspólnie przeprowadzili doświadczenie którego celem było sprawdzenie czy relacja o spaleniu przez Archimedesa rzymskiej floty za pomocą luster i specjalnych soczewek, mogła być prawdziwa. W 1652 roku Schott został wysłany do Rzymu, gdzie pomagał Kircherowi w jego pracach. Był współorganizatorem muzeum przy Collegio Romano. Nie było to jednak muzeum w dzisiejszym tego słowa znaczeniu. Obok pamiątek z przeszłości zawierało bowiem całkiem niedawno skonstruowane urządzenia czy wydane publikacje. Jego celem było zapoznanie uczniów kolegium z historycznymi osiągnięciami naukowymi, jak i tymi współczesnymi. Schott pomagał Kircherowi również w edycji jego prac, między innymi przy przygotowaniach do publikacji Oedipus aegyptiacus. Po trwającym trzy lata pobycie w Rzymie, Schott powrócił do Niemiec. Początkowo przebywał w Moguncji, potem zaś przeniósł się do Würzburga, gdzie nauczał matematyki i filozofii przyrody.
Schott jest znany przede wszystkim jako twórca kompendiów i eksperymentator, a nie jako wynalazca czy odkrywca. W swojej pracy skupiał się przede wszystkim na tematach związanych z urządzeniami hydraulicznymi i mechanicznymi. Napisał kilka dzieł zawierających między innymi dokładne opisy różnych konstrukcji. W 1657 roku opublikował swoją pierwszą pracę pod tytułem Mechanica hydraulico-pneumatica w której opisywał konstrukcje i zasady działania urządzeń zgromadzonych w muzeum przy Collegio Romano. Poza tym praca zawierała opisy i rysunki dotyczące doświadczenia Otto von Guerickego z półkulami magdeburskimi. Von Guericke był prywatnie znajomym i korespondentem Gaspara. Jego eksperymenty były wówczas bardzo popularne w Rzeszy, więc Mechanica hydraulico-pneumatica, cieszyła się dużym zainteresowaniem i sprawiła, że Schott zyskał uznanie w oczach innych uczonych. Korespondował między innymi z Christiaanem Huygensem i Robertem Boyle’em. Między 1657 a 1659 rokiem ukazały się cztery części Magia universalis naturæ et artis w których opisywał wiele problemów z dziedziny matematyki i fizyki. Praca ta dotyczyła przede wszystkim optyki, magnetyzmu, aerostatyki i akustyki. Od 1568 do 1666 Schott koncentrował się głównie na tworzeniu kompendiów dotyczących różnych dziedzin nauki. Napisał ich około dziesięciu. Do najważniejszych należy Cursus Mathematicus, zawierający podsumowanie ówczesnej wiedzy matematycznej na temat arytmetyki, geometrii, trygonometrii, astronomii, chronografii, geografii, statyki, mechaniki, hydrauliki, optyki i wielu innych. W tym samym dziele krytycznie odnosił się do astrologii, chiromancji i radiestezji, co jednak nie znaczy, że całkowicie je odrzucał.
Inną ważną pracą Schotta była Technica Curiosa, opisująca różnego rodzaju konstrukcje mechaniczne, między innymi te stworzone przez Kirchera. Poza tym teoretyzował na temat platform podnośnikowych, łodzi podwodnych i Perpetuum mobile. Jako pierwszy w historii opisał Sprzęgło wychylne. Zasłynął również jako propagator dzieła Roberta Boyle’a opisującego pompy. Poza tym napisał dwa traktaty opisujące budowę i zasadę działania narzędzi opracowanych przez Kirchera, czyli Pantometrum, służącego do prac geodezyjnych oraz Organum Mathematicum, służącego do rozwiązywania niektórych działań matematycznych. W pracy dotyczącej Organum Mathematicum Schott opisuje również wymyślone przez siebie urządzenie o nazwie „Rechenmaschine Cistula”, które służyło do obliczania pola walca. Poza pisaniem Schott nieustannie eksperymentował, starając się znaleźć w swoich doświadczeniach potwierdzenie dla publikowanych teorii. Był pierwszym uczonym w Würzburgu który prowadził badania na zwierzętach.
W 1661 przebywał w Rzymie, gdzie ubiegał się o posadę nauczyciela matematyki w Collegio Romano. Z uwagi na zły stan zdrowia Gaspara, jego przełożeni odrzucili aplikację i w zamian zaoferowali mu posadę dyrektora kolegium w Heilbad Heiligenstadt, którą Schott odrzucił. Wrócił do Würzburga, gdzie zmarł w 1666 roku.

## Prace
- Mechanica hydraulico-pneumatica, 1657. archimedes.mpiwg-berlin.mpg.de. [zarchiwizowane z tego adresu (2014-02-22)].
- Magia universalis, 1657-1659
- Pantometrum Kircherianum, 1660
- Iter exstaticum coeleste, 1660
- Cursus Mathematicus, 1661. uni-mannheim.de. [zarchiwizowane z tego adresu (2008-05-16)].
- Physica curiosa, 1662
- Mathesis Cesarea 1662
- Anatomia physico-hydrostatica fontium ac fluminum, 1663
- Technica curiosa, 1664
- Schola steganographica, 1665
- Organum Mathematicum, 1668
- Arithmetica practica, 1663